# Manuel Capasso
Manuel Vicente Capasso (n. Buenos Aires, Argentina; 19 de abril de 1996) es un futbolista argentino. Juega de defensor, actualmente se encuentra en el Club Olimpia de la Primera División de Paraguay.

## Carrera
Capasso llegó a Acassuso en 2013, cuando tenía 17 años. Su debut llegó el 17 de julio de 2015 en la derrota por 1-0 contra Platense. El primer gol llegó un año después, el 23 de noviembre, en el empate a 2 contra Deportivo Español.
Luego de una gran temporada con el Quemero[cita requerida], Defensa y Justicia se hizo con sus servicios, pero no disputó ningún partido, por lo que llegó libre a Aldosivi en enero de 2019.

## Clubes
| Club               | País      | Año            |
| ------------------ | --------- | -------------- |
| Acassuso           | Argentina | 2013 - 2018    |
| Defensa y Justicia | Argentina | 2018           |
| Aldosivi           | Argentina | 2019           |
| Platense           | Argentina | 2019 - 2020    |
| Newell's           | Argentina | 2021           |
| Atlético Tucumán   | Argentina | 2022 - 2023    |
| Vasco Da Gama      | Brasil    | 2023-2025      |
| Olimpia            | Paraguay  | 2024 -presente |

## Estadísticas

### Clubes
- Actualizado al último partido disputado, el 8 de octubre de 2021.

| Acassuso Argentina |                     |                     |     |   |    |   |   |    |     |   |
| 3.ª | 2015                | 6                   | 0   | 0 | 0  | - | - | 6  | 0   |   |
| 3.ª | 2016                | 17                  | 0   | - | -  | - | - | 17 | 0   |   |
| 3.ª | 2016-17             | 32                  | 2   | - | -  | - | - | 32 | 2   |   |
| 3.ª | 2017-18             | 34                  | 3   | - | -  | - | - | 34 | 3   |   |
| Total club | Total club          | 89                  | 5   | 0 | 0  | - | - | 89 | 5   |   |
| Defensa y Justicia Argentina |                     |                     |     |   |    |   |   |    |     |   |
| 1.ª | 2018-19             | 0                   | 0   | 0 | 0  | - | - | 0  | 0   |   |
| Total club | Total club          | 0                   | 0   | 0 | 0  | - | - | 0  | 0   |   |
| Aldosivi Argentina |                     |                     |     |   |    |   |   |    |     |   |
| 1.ª | 2018-19             | 0                   | 0   | 0 | 0  | - | - | 0  | 0   |   |
| Total club | Total club          | 0                   | 0   | 0 | 0  | - | - | 0  | 0   |   |
| Platense Argentina |                     |                     |     |   |    |   |   |    |     |   |
| 2.ª | 2019-20             | 16                  | 1   | 1 | 0  | - | - | 17 | 1   |   |
| Total club | Total club          | 16                  | 1   | 1 | 0  | - | - | 17 | 1   |   |
| Newell's Argentina |                     |                     |     |   |    |   |   |    |     |   |
| 1.ª | 2020                | 0                   | 0   | 0 | 0  | - | - | 0  | 0   |   |
| 1.ª | 2021                | 6                   | 1   | 9 | 0  | 1 | 0 | 16 | 1   |   |
| Total club | Total club          | 6                   | 1   | 9 | 0  | 1 | 0 | 16 | 1   |   |
| Atlético Tucumán Argentina |                     |                     |     |   |    |   |   |    |     |   |
| 1.ª | 2022                | 0                   | 0   | 0 | 0  | - | - | 0  | 0   |   |
| Total club | Total club          | 0                   | 0   | 0 | 0  | - | - | 0  | 0   |   |
| Total en su carrera | Total en su carrera | Total en su carrera | 111 | 7 | 10 | 0 | 1 | 0  | 122 | 7 |
| (1) Las copas nacionales se refiere a la Copa Argentina. (2) Las copas internacionales se refiere a la Copa Libertadores y a la Copa Sudamericana. |                     |                     |     |   |    |   |   |    |     |   |